# По барам
«По ба́рам» — песня российской и украинской певицы Анны Асти, выпущенная 3 июня 2022 года в качестве сингла на мета-лейбле ANNA ASTI; дистрибьютором выступил NDA Sound. Композиция открыла предзаказ на альбом «Феникс» и стала его избранным синглом. Автором музыки и слов выступил Дмитрий Лорен, а музыкальным продюсером — Олег Сашко.

## Видеоклип
В качестве продвижения видеоклипа за одну и две недели до релиза были опубликованы тизеры. Музыкальный видеоклип «По барам» должен был быть опубликован 10 июня 2022 года, но по техническим причинам дата релиза была перенесена на день позже — 11 июня. Режиссёром клипа выступил Василий Козарь. Основной план — это хореография; в клипе приняло участие множество танцоров. С помощью навыков видеомонтажа в клипе было задействовано три образа певицы Асти в одном кадре.
Также 8 июня 2022 года было представлено лайв-видео «По барам».

## Отзывы критиков
| Оценки критиков       | Оценки критиков       |
| Источник              | Оценка                |
| Русскоязычные издания | Русскоязычные издания |
| --------------------- | --------------------- |
| InterMedia            | 7/10                  |

Алексей Мажаев — рецензент информационного агентства InterMedia, критикуя сингл и видеоклип «По барам» заметил схожесть трека со стилем песен группы Artik & Asti, из которой Анна Асти ранее ушла. «Единственное заметное отличие Anna Asti от Artik & Asti — в финале не появляется Артик с многозначительным речитативным фрагментом», — передаёт критик. Задумку троих образов исполнительницы в одном кадре рецензент также не оценил: «Возможно, это какая-то режиссёрская аллегория, но для понимания простого зрителя она, увы, недоступна».

## Список композиций
| №  | Название   | Длительность |
| -- | ---------- | ------------ |
| 1. | «По барам» | 3:58         |

## Чарты
| Чарт (2022)                     | Высшая позиция |
| ------------------------------- | -------------- |
| Латвия (EHR Russkie hiti)       | 1              |
| Москва (TopHit Radio Hits)      | 17             |
| Россия (TopHit All Media Hits)  | 1              |
| Россия (TopHit Radio Hits)      | 13             |
| Россия (TopHit YouTube Hits)    | 2              |
| Украина (TopHit All Media Hits) | 16             |
| Украина (TopHit YouTube Hits)   | 7              |

| Чарт (2022)                     | Высшая позиция |
| ------------------------------- | -------------- |
| Москва (TopHit Radio Hits)      | 24             |
| Россия (TopHit All Media Hits)  | 1              |
| Россия (TopHit Radio Hits)      | 23             |
| Россия (TopHit YouTube Hits)    | 1              |
| Украина (TopHit All Media Hits) | 17             |
| Украина (TopHit YouTube Hits)   | 9              |

### Годовые чарты
| Чарт (2022)                     | Позиция |
| ------------------------------- | ------- |
| Москва (TopHit Radio Hits)      | 103     |
| Россия (TopHit All Media Hits)  | 7       |
| Россия (TopHit Radio Hits)      | 127     |
| Россия (TopHit YouTube Hits)    | 3       |
| Украина (TopHit All Media Hits) | 38      |
| Украина (TopHit YouTube Hits)   | 17      |

## История релиза
| Регион | Дата         | Формат                                    | Версия     | Лейбл      |
| ------ | ------------ | ----------------------------------------- | ---------- | ---------- |
| Мир    | 3 июня 2022  | Цифровая загрузка, стриминг, радиоротация | «По барам» | Вне лейбла |
| Мир    | 11 июня 2022 | Видеоклип                                 | «По барам» | Вне лейбла |